# Marie-Antoinette Tonnelat
Marie-Antoinette Tonnelat (5 de marzo de 1912 - 3 de diciembre de 1980) fue una física teórica e historiadora de la ciencia francesa. Participó en el octavo Congreso Solvay en 1948.

## Biografía
Nació en Charolles, en el departamento de Saona y Loira (Francia) y se licenció en letras y ciencias por la Universidad de París, disciplinas que aunó dedicándose a la Historia de la ciencia. Se doctora en física de fotones en 1941 bajo la dirección de Louis de Broglie. Trabajó en el CERN asumiendo la dirección de una línea de investigación en 1946 a 1956, año en que fue investida profesor titular de la asignatura Historia de la Física en la Universidad de París.
Participó en el 8º Congreso Solvay de 1948 sobre partículas elementales, siendo la cuarta mujer en participar tras las Curie y Lise Meitner. Recibió el Premio Henri Poincaré de la Academia de las Ciencias francesa en 1970. Muere en París en 1980.
Gran divulgadora de la obra de Albert Einstein y Erwin Schrödinger. Tuve especial dedicación a la Teoría de la relatividad y todos los trabajos experimentales derivados de ella. También estudió la teoría gravitatoria euclidiana, la investigación filosófica sobre la luz y la gravedad y la historia de la ciencia sucedida en los siglos XVII y XVIII. Fruto de sus estudios e investigaciones, son las siguientes obras:
- La Théorie du champ unifié d'Einstein et quelques-uns de ses développements (1955)[1][2]
- Les Principes de la théorie électromagnétique de la relativité (1959)
- Les Vérifications expérimentales de la relativité générale (1964)
- Les Théories unitaires de l'électromagnétisme et de la gravitation (1965)[3]
- Louis de Broglie et la mécanique ondulatoire (1966)[4]
- Histoire du principe de relativité (1970)[5]